# Саммит глав стран Центральной Азии
Са́ммит глав стран Центра́льной А́зии, официальное название Консультати́вная встре́ча глав госуда́рств Центра́льной А́зии (англ. Consultative Meeting of the Heads of Central Asian States; каз. Ortalyq Aziya memleket basşylary konsultativtik kezdesu/ Орталық Азия мемлекет басшыларының консультативті кездесуі ; кирг. Борбор Азия мамлекет башчыларынын консультативдик жолугушуусу; тадж. Вохӯрии машваратии сарони кишварҳои Осиёи Марказӣ; туркм. Merkezi Aziýa döwletleriniň baştutanlarynyň konsultatiw duşuşygy; узб. Markaziy Osiyo davlat rahbarlari maslahat uchrashuvi) — ежегодная встреча в виде саммита глав (обычно президентов) пяти постсоветских республик Центральной (или Средней) Азии — Казахстана, Кыргызстана, Таджикистана, Туркменистана и Узбекистана.
Как правило, саммит проводится в одном из этих пяти государств по очереди. Почётным председателем саммита является первый президент Казахстана — Нурсултан Назарбаев (который участвует не во всех саммитах), а обычное председательство передаётся хозяину саммита.[уточнить]

## Саммиты
| Дата                  | Место проведения | Участники |
| --------------------- | ---------------- | --- |
| 15 марта 2018 года    | Астана           | Нурсултан Назарбаев Сооронбай Жээнбеков Эмомали Рахмон Акджа Нурбердыева Шавкат Мирзиёев                                 |
| 29 ноября 2019 года   | Ташкент          | Нурсултан Назарбаев (как Елбасы) Сооронбай Жээнбеков Эмомали Рахмон Гурбангулы Бердымухамедов Шавкат Мирзиёев            |
| Август 2020 года      | Бишкек           | Отменён из-за пандемии COVID-19. Неофициальный саммит проведён по ВКС.                                                   |
| 6 августа 2021 года   | Аваза            | Касым-Жомарт Токаев Садыр Жапаров Эмомали Рахмон Гурбангулы Бердымухамедов Шавкат Мирзиёев                               |
| 21 июля 2022 года     | Чолпон-Ата       | Касым-Жомарт Токаев Садыр Жапаров Эмомали Рахмон Сердар Бердымухамедов Шавкат Мирзиёев                                   |
| 14 сентября 2023 года | Душанбе          | Ильхам Алиев (как почётный гость) Касым-Жомарт Токаев Садыр Жапаров Эмомали Рахмон Сердар Бердымухамедов Шавкат Мирзиёев |
| 9 августа 2024 года   | Астана           | Касым-Жомарт Токаев Садыр Жапаров Эмомали Рахмон Сердар Бердымухамедов Шавкат Мирзиёев                                   |